# Aulacorthum corydalicola
Aulacorthum corydalicola är en insektsart som beskrevs av Lee, W., Kim och S. Lee 2009. Aulacorthum corydalicola ingår i släktet Aulacorthum och familjen långrörsbladlöss. Inga underarter finns listade i Catalogue of Life.